# ホール・オブ・フェイム・ゲーム
ホール・オブ・フェイム・ゲーム（Pro Football Hall of Fame Game）は、NFLが毎年プロフットボール殿堂入りが決まった選手のセレモニーに合わせて開催しているエキシビションゲーム。プロフットボール殿堂があるオハイオ州カントンにあるトム・ベンソン・ホール・オブ・フェイム・スタジアムで開催されている。

## ルール・歴史
出場する2チームはNFLによって決められる。1971年から毎年AFCのチームとNFCのチームの対戦となっていたが、2009年はAFL創設から50周年を迎えたため当初からAFLに参加した8チームのうち、テネシー・タイタンズ（当時ヒューストン・オイラーズ、AFL初代チャンピオン）、バッファロー・ビルズ（オーナーのラルフ・ウィルソンがこの年殿堂入りを果たした。）が対戦した。ラルフ・ウィルソンとタイタンズのオーナー、バド・アダムスは1960年にAFLが創設された当時から2009年までオーナーを務めている生き残りであったためこの両チームの対戦カードとなった。
2011年はシカゴ・ベアーズとセントルイス・ラムズの対戦が予定されていたが、その年春から行われたNFLのロックアウトの影響で1966年以来の中止となった。
ホール・オブ・フェイム・ゲームは他のプレシーズンマッチより先に行われる。したがって、このゲームに出場するチームは、他のチームが4試合ずつしか行わないプレシーズンマッチを5試合行うこととなる。
1995年以降、エクスパンションチームはホール・オブ・フェイム・ゲームに登場しており、1995年にはジャクソンビル・ジャガーズとカロライナ・パンサーズが対戦、2002年にはヒューストン・テキサンズが登場した。ボルチモア・レイブンズはチーム創設時に出場しなかったが、これはクリーブランド・ブラウンズが移転しロースターにも大部分の選手が残ったと判断されたためである（新加盟チームがあった場合に行われるエクスパンション・ドラフトも行われなかった。ただしレイブンズは公式にはNFLとクリーブランドの間で行われた合意に基づき新規に誕生したチームであり、クリーブランド・ブラウンズの歴史などは1999年に誕生した新生ブラウンズに引き継がれている）。なお、レイブンズは2018年に初めてホール・オブ・フェイム・ゲームに出場している。

## テレビ・ラジオ中継
1997年以前は土曜日の午後に開催されたが、1998年に土曜日の夜に時間が変更され、1999年から2005年までは月曜日に開催され、ABCのマンデーナイトフットボールのパッケージとして放送された。2006年からは、日曜日の夜に変更されNBCのサンデーナイトフットボールのパッケージとして放送されるようになった。ただし夏季五輪開催年はESPNで放送されることがある。
ラジオではウェストウッド・ワンが放送しており、プレシーズンマッチとしては唯一全米に放送されている試合である。
2008年にはSky Sportsによって、イギリスとアイルランドでも放送された。しかし2009年には、NFLとSky Sportsが合意に至らず、テレビ放送はされなかった。ヨーロッパの残りの国にはESPNアメリカが放送を行った。

## 試合結果
| 1962年8月11日 | ニューヨーク・ジャイアンツ 21, セントルイス・カージナルス 21                                                       |        |        |        |
| 1963年9月8日  | ピッツバーグ・スティーラーズ 16, クリーブランド・ブラウンズ 7                                                      |        |        |        |
| 1964年9月6日  | ボルチモア・コルツ 48, ピッツバーグ・スティーラーズ 17                                                             |        |        |        |
| 1965年9月12日 | ワシントン・レッドスキンズ 20, デトロイト・ライオンズ 3                                                            |        |        |        |
| 1966年        | 未開催 | 未開催 | 未開催 | 未開催 |
| 1967年8月5日  | フィラデルフィア・イーグルス 28, クリーブランド・ブラウンズ 13                                                     |        |        |        |
| 1968年8月3日  | シカゴ・ベアーズ 30, ダラス・カウボーイズ 24                                                                       |        |        |        |
| 1969年9月13日 | グリーンベイ・パッカーズ 38, アトランタ・ファルコンズ 24                                                           |        |        |        |
| 1970年8月8日  | ニューオーリンズ・セインツ 14, ミネソタ・バイキングス 13                                                           |        |        |        |
| 1971年7月31日 | ロサンゼルス・ラムズ 17, ヒューストン・オイラーズ 6                                                                |        |        |        |
| 1972年7月29日 | カンザスシティ・チーフス 23, ニューヨーク・ジャイアンツ 17                                                         |        |        |        |
| 1973年7月28日 | サンフランシスコ・フォーティナイナーズ 20, ニューイングランド・ペイトリオッツ 7                                    |        |        |        |
| 1974年7月27日 | セントルイス・カージナルス 21, バッファロー・ビルズ 13                                                             |        |        |        |
| 1975年8月2日  | ワシントン・レッドスキンズ 17, シンシナティ・ベンガルズ 9                                                          |        |        |        |
| 1976年7月24日 | デンバー・ブロンコス 10, デトロイト・ライオンズ 7                                                                  |        |        |        |
| 1977年7月30日 | シカゴ・ベアーズ 20, ニューヨーク・ジェッツ 6                                                                      |        |        |        |
| 1978年7月29日 | フィラデルフィア・イーグルス 17, マイアミ・ドルフィンズ 3                                                          |        |        |        |
| 1979年7月28日 | オークランド・レイダース 20, ダラス・カウボーイズ 13                                                               |        |        |        |
| 1980年8月2日  | グリーンベイ・パッカーズ 0, サンディエゴ・チャージャーズ 0                                                         |        |        |        |
| 1981年8月1日  | クリーブランド・ブラウンズ 24, アトランタ・ファルコンズ 10                                                         |        |        |        |
| 1982年8月7日  | ミネソタ・バイキングス 30, ボルチモア・コルツ 14                                                                   |        |        |        |
| 1983年7月30日 | ピッツバーグ・スティーラーズ 27, ニューオーリンズ・セインツ 14                                                     |        |        |        |
| 1984年7月28日 | シアトル・シーホークス 38, タンパベイ・バッカニアーズ 0                                                            |        |        |        |
| 1985年8月3日  | ニューヨーク・ジャイアンツ 21, ヒューストン・オイラーズ 20                                                         |        |        |        |
| 1986年8月2日  | ニューイングランド・ペイトリオッツ 21, セントルイス・カージナルス 16                                               |        |        |        |
| 1987年8月8日  | サンフランシスコ・フォーティナイナーズ 20, カンザスシティ・チーフス 7                                              |        |        |        |
| 1988年7月30日 | シンシナティ・ベンガルズ 14, ロサンゼルス・ラムズ 7                                                                |        |        |        |
| 1989年8月5日  | ワシントン・レッドスキンズ 31, バッファロー・ビルズ 6                                                              |        |        |        |
| 1990年8月4日  | シカゴ・ベアーズ 13, クリーブランド・ブラウンズ 0                                                                  |        |        |        |
| 1991年7月27日 | デトロイト・ライオンズ 14, デンバー・ブロンコス 3                                                                  |        |        |        |
| 1992年8月1日  | ニューヨーク・ジェッツ 41, フィラデルフィア・イーグルス 14                                                         |        |        |        |
| 1993年7月31日 | ロサンゼルス・レイダース 19, グリーンベイ・パッカーズ 3                                                            |        |        |        |
| 1994年7月30日 | アトランタ・ファルコンズ 21, サンディエゴ・チャージャーズ 7                                                        |        |        |        |
| 1995年7月29日 | カロライナ・パンサーズ 20, ジャクソンビル・ジャガーズ 14                                                           |        |        |        |
| 1996年7月27日 | インディアナポリス・コルツ 10, ニューオーリンズ・セインツ 3                                                        |        |        |        |
| 1997年7月26日 | ミネソタ・バイキングス 28, シアトル・シーホークス 26                                                               |        |        |        |
| 1998年8月1日  | タンパベイ・バッカニアーズ 30, ピッツバーグ・スティーラーズ 6                                                      |        |        |        |
| 1999年8月9日  | クリーブランド・ブラウンズ 20, ダラス・カウボーイズ 17, OT                                                         |        |        |        |
| 2000年7月31日 | ニューイングランド・ペイトリオッツ 20, サンフランシスコ・フォーティナイナーズ 0                                    |        |        |        |
| 2001年8月6日  | セントルイス・ラムズ 17, マイアミ・ドルフィンズ 10                                                                 |        |        |        |
| 2002年8月5日  | ニューヨーク・ジャイアンツ 34, ヒューストン・テキサンズ 17                                                         |        |        |        |
| 2003年8月4日  | カンザスシティ・チーフス 9, グリーンベイ・パッカーズ 0                                                             |        |        |        |
| 2004年8月9日  | ワシントン・レッドスキンズ 20, デンバー・ブロンコス 17                                                             |        |        |        |
| 2005年8月8日  | シカゴ・ベアーズ 27, マイアミ・ドルフィンズ 24                                                                     |        |        |        |
| 2006年8月6日  | オークランド・レイダース 16, フィラデルフィア・イーグルス 10                                                       |        |        |        |
| 2007年8月5日  | ピッツバーグ・スティーラーズ 20, ニューオーリンズ・セインツ 7                                                      |        |        |        |
| 2008年8月3日  | ワシントン・レッドスキンズ 30, インディアナポリス・コルツ 16                                                       |        |        |        |
| 2009年8月9日  | テネシー・タイタンズ 21, バッファロー・ビルズ 18                                                                   |        |        |        |
| 2010年8月8日  | ダラス・カウボーイズ 16, シンシナティ・ベンガルズ 7                                                                |        |        |        |
| 2011年        | ロックアウトが実施されていたため未開催（当初はシカゴ・ベアーズとセントルイス・ラムズの試合が予定されていた。）     |        |        |        |
| 2012年8月5日  | ニューオーリンズ・セインツ 17, アリゾナ・カージナルス 10                                                           |        |        |        |
| 2013年8月4日  | ダラス・カウボーイズ 24, マイアミ・ドルフィンズ 20                                                                 |        |        |        |
| 2014年8月3日  | ニューヨーク・ジャイアンツ 17, バッファロー・ビルズ 13                                                             |        |        |        |
| 2015年8月9日  | ミネソタ・バイキングス 14, ピッツバーグ・スティーラーズ 3                                                          |        |        |        |
| 2016年8月7日  | 中止（グリーンベイ・パッカーズ対インディアナポリス・コルツが予定されていたが、グラウンドコンディション不良のため） |        |        |        |
| 2017年8月3日  | ダラス・カウボーイズ 20, アリゾナ・カージナルス 18                                                                 |        |        |        |
| 2018年8月2日  | ボルチモア・レイブンズ 17, シカゴ・ベアーズ 16                                                                     |        |        |        |
| 2019年8月1日  | デンバー・ブロンコス 14, アトランタ・ファルコンズ 10                                                               |        |        |        |
| 2020年8月6日  | 新型コロナウィルス蔓延により中止                                                                                   |        |        |        |
| 2021年8月5日  | ダラス・カウボーイズ 3, ピッツバーグ・スティーラーズ 16                                                            |        |        |        |
| 2022年8月4日  | ジャクソンビル・ジャガーズ 11, ラスベガス・レイダース 27                                                           |        |        |        |
| 2023年8月3日  | ニューヨーク・ジェッツ 16, クリーブランド・ブラウンズ 21                                                           |        |        |        |
| 2024年8月1日  | ヒューストン・テキサンズ 17, シカゴ・ベアーズ 21                                                                   |        |        |        |

- 最多出場7回（ピッツバーグ・スティーラーズ、ダラス・カウボーイズ）
- 最多勝5勝（ワシントン・コマンダーズ、シカゴ・ベアーズ）
- 近年出場していないチーム デトロイト・ライオンズ（最後の出場は1991年）